# Tomice (Benešovi járás)
Tomice település Csehországban, a Benešovi járásban. Tomice Dolní Kralovice, Loket, Blažejovice és Děkanovice településekkel határos. Lakosainak száma 126 fő (2024. január 1.).

## Népesség
A település lakosságának változását az alábbi diagram mutatja:
| Lakosok száma | 321  | 356  | 369  | 289  | 199  | 130  | 141  | 137  | 130  | 126  |
|               | 1869 | 1890 | 1921 | 1950 | 1980 | 2001 | 2017 | 2019 | 2022 | 2024 |